# Суглица (Смоленская область)
Сугли́ца — деревня в Смоленской области России, в Ельнинском районе. Население — 28 жителей (2007 год) Расположена в юго-восточной части области в 26 км к востоку от города Ельня, в 9 км к северу от автодороги Р96 Новоалександровский(А101)- Спас-Деменск — Ельня — Починок, на берегу реки Демина. В 4 км к югу от деревни железнодорожная станция Теренино на линии Смоленск — Сухиничи. Входит в состав Коробецкого сельского поселения.

## История
Название произошло от слова суглей — низкая, заболоченная почва.

## Достопримечательности
15 марта 1917 года в деревне родился Герой Советского Союза, гвардии лейтенант, Севриков И. Т..